# ميخائيل لاسي
ميخائيل لاسي (بالإنجليزية: Michael Lacey)‏ هو رياضياتي أمريكي، ولد في 26 سبتمبر 1959 في أبيلين في الولايات المتحدة.